# I Overlooked an Orchid
«I Overlooked an Orchid» es una canción interpretada originalmente por Carl Smith en 1950. La versión más conocida de la canción es una grabación por el cantante de música country estadounidense Mickey Gilley. Se publicó en julio de 1974 como el segundo y último sencillo de su álbum Room Full of Roses.

## Escritura y temática
Líricamente, «I Overlooked an Orchid» fue escrita para una mujer con la que Arthur Q. Smith tenía una aventura y que era dueña de un bar llamado Orchid Lounge. “Ella era la orquídea y mi madre era la rosa”, declaró su hijo James Pritchett.
Varias personas han sido acreditadas como autores de la canción. Carl Smith ha sido nombrado coautor junto con Arthur Q. Smith y Shirly Lyn. “Shirly Lyn” es un seudónimo del compositor Troy Lee Martin, quien escribió bajo varios nombres. Carl Story fue grabado diciéndole a un disc jockey que él escribió la canción junto con Carl Smith. En un artículo de 2001 para Country Music People, el escritor Walt Trott contó cómo Carl Smith llamó a Story para decirle: “Vamos, Carl, sabes que no escribimos esa canción. La escribió Arthur Q. Smith”. El historiador de Kentucky W. Lynn Nickell afirmó qu Paul Gilley (sin relación con Mickey Gilley) escribió la letra y la vendió junto con todos los derechos para no poder atribuirse el crédito de la composición.

## Recepción de la crítica
Un escritor no especificado de la revista Cash Box describió el sencillo como “una balada florida”.

## Lista de canciones
7-inch single – Playboy P 6004
1. «I Overlooked an Orchid» – 2:51
2. «Swinging Doors» – 2:47

## Posicionamiento
| Gráfica (1974)                                 | Pico de posición |
| ---------------------------------------------- | ---------------- |
| Canadá (RPM Country Playlist)                  | 15               |
| Estados Unidos (Billboard Hot Country Singles) | 1                |